# قطعنامه ۱۸۷۹ شورای امنیت
قطعنامه ۱۸۷۹ شورای امنیت سازمان ملل متحد که در تاریخ ۲۳ جولای ۲۰۰۹ تصویب شد، سندی بین‌المللی دربارهٔ ماموریت سازمان ملل متحد در نپال است. این قطعنامه طی نشست ۶۱۶۷ام با ۱۵ رای موافق، ۰ مخالف و ۰ ممتنع تصویب شد.